# MotionScan
MotionScan est un système de capture de mouvement mise au point par l'entreprise australienne Depth Analysis, une société sœur de Team Bondi. Elle été utilisée pour la première fois à l'E3 2010 et son utilisation se popularise très vite grâce au jeu vidéo L.A. Noire (2011). Contrairement aux autres systèmes de captations, MotionScan se sert de 32 caméras haute définition pour capturer les mouvements exécutés par un acteur sans que celui-ci ne porte une combinaison spéciale,.